# Nutné k přežití
Nutné k přežití nebo též Boj o přežití, Šance na přežití či Muž vs. divočina (anglicky Man vs. Wild nebo též Born Survivor: Bear Grylls, Ultimate Survival, Survival Game, Real Survival Hero či Bear Grylls) je britský dokumentární seriál vyrobený a vysílaný televizí Discovery Channel. Hlavním úkolem je ukázat divákovi pravidla nutná pro přežití v různých extrémních oblastech světa.

## Obsah
Britský dobrodruh a voják Bear Grylls v seriálu demonstruje vliv extrémních podmínek v různých oblastech světa, které jsou často navštěvovány turisty. Grylls simuluje roli ztraceného turisty a jen s minimální výbavou a bohatými zkušenostmi z výcviku ve speciální jednotce britské armády předvádí pravidla přežití v nehostinné krajině. Diváka seznamuje se znalostmi nutnými na nalezení zdroje pitné vody, ulovení kořisti, zdolávaní přírodních překážek (řek, kaňonů) a přivolaní pomoci.

## Tvorba a vysílání
Seriál byl vysílán v letech 2006 až 2011 na Discovery Channel, kde byl připravován v různých jazykových mutacích, mimo jiné i v češtině a slovenštině), taktéž pod názvem Jak přežít (angl. Born Survivor nebo Ultimate Survival). Mimořádně se v pořadu objevily i známé osobnosti: Ben Stiller, Will Ferrell nebo Jake Gyllenhaal.
Po šesti letech byla tvorba pořadu ukončena. Počátkem roku 2013 však společnost Discovery Networks International oznámila další spolupráci s Bearem Gryllsem na novém šestidílném projektu Bear Grylls: Extrémní přežití.

## Epizody
| Řada | Řada | Počet dílů | První uvedení                              | Závěr řady                                        | Vydáno na DVD                                    |
| ---- | ---- | ---------- | ------------------------------------------ | ------------------------------------------------- | ------------------------------------------------ |
|      | 1.   | 15         | 10. listopadu 2006 (pilot 10. března 2006) | 20. července 2007                                 | 20. prosince 2007 / 6. května 2008               |
|      | 2.   | 13         | 9. listopadu 2007                          | 6. června 2008                                    | 13. ledna 2009                                   |
|      | 3.   | 10         | 6. srpna 2008                              | 23. února 2009 (dodatečný speciál 2. června 2009) | 18. srpna 2009                                   |
|      | 4.   | 11         | 12. srpna 2009                             | 17. února 2010                                    | 4. května 2010 (a na blu-ray 15. listopadu 2010) |
|      | 5.   | 6          | 11. srpna 2010 (speciál 19. června 2010)   | 22. září 2010                                     | 22. března 2011 / 12. dubna 2011                 |
|      | 6.   | 6          | 17. února 2011                             | 24. března 2011                                   | 3. července 2012                                 |
|      | 7.   | 5          | 11. července 2011                          | 26. srpna 2011                                    | společně s 6. řadou                              |

Přehled vysílaných epizod seriálu:
1. řada
1. Pilot - Skalnaté hory (Pilot – The Rockies)
2. Poušť Moab (Moab Desert)
3. Deštný prales Kostarika (Costa Rican Rain Forest)
4. Evropské Alpy (European Alps)
5. Aljaška - Horské pásmo (Alaskan Mountain Range)
6. Sopka Kilauea, Havaj (Mount Kilauea)
7. Sierra Nevada (Sierra Nevada)
8. Africká savana, Keňa (African Savannah)
9. Opuštěný ostrov (Deserted Island)
10. Everglades - Florida (Everglades)
11. Island (Iceland)
12. Měděný kaňon, Mexiko (Mexico – Copper Canyon)
13. Kimberley, Austrálie (Kimberley, Australia)
14. Andy - Ekvádor (Ecuador)
15. Skotsko (Scotland – Cairngorms)

2. řada
1. Sahara I (Sahara, Part 1)
2. Sahara II (Desert Survivor, Part 2)
3. Prales - Panama I (Panama, Part 1)
4. Prales - Panama II (Jungle – Panama, Part 2)
5. Patagonie I (Patagonia, Part 1)
6. Patagonie II (Andes Adventure, Part 2)
7. Bearova svačinka (Bear Eats)
8. Zambie, Afrika (Zambia)
9. Poušť – Namibie (Namibia)
10. Kruh ohně I - Sumatra (Ring of Fire – Castaway, Part 1 – Jungle Swamp)
11. Kruh ohně II - Indonésie (Ring of Fire – Castaway, Part 2)
12. Sibiř I (Siberia, Part 1)
13. Sibiř II (Siberia, Part 2 – Land of Ice)

3. řada
1. Poušť Baja, Mexiko (Mexico – Baja Desert)
2. Jižní Státy - Louisiana (Louisiana – The Deep South)
3. Irsko (Ireland)
4. Jižní Dakota, USA (South Dakota)
5. Belize (Belize)
6. Yukon (Yukon)
7. Oregon, USA (Oregon)
8. Dominikánská republika (Dominican Republic)
9. Turecko (Turkey)
10. Transylvánie – Rumunsko (Romania)

4. řada
1. Polární kruh – Arktida (Arctic Circle – Norway)
2. Alabama (Alabama)
3. Vietnam (Vietnam)
4. Texas (Texas – Texas Desert)
5. Aljaška (Alaska)
6. Ostrov - Tichý oceán (Pacific Island – Panama)
7. Čínský prales (China)
8. Montana (Big Sky Country – Montana)
9. Guatemala (Guatemala)
10. Betonová džungle - Gdyně, Polsko (Urban Survivor – Poland)
11. Maroko (North Africa – Morocco)

5. řada
1. Západní pacifik (Western Pacific – Torres Strait)
2. Severní Austrálie (Northern Territory, Australia)
3. Kanadské skalnaté hory (Canadian Rockies – British Columbia)
4. Gruzie (Republic of Georgia, Eastern Europe)
5. Fanoušek proti divočině (Fan vs Wild – Canadian Wilderness)
6. Mohavská poušť (Extreme Desert – Mojave Desert)

6. řada
1. Arizona (Arizona Sky Islands)
2. Skotsko - mys Wrath(Scotland – Cape Wrath)
3. Norsko (Norway: Edge of Survival)
4. Borneo (Borneo Jungle)
5. Malajsie (Malaysian Archipelago)
6. Globální příručka přežití (Global Survival Guide)[18]

7. řada
1. Jižní ostrov Nového Zélandu (South Island – New Zealand)
2. Oheň a led - Island (Fire and Ice – Iceland)
3. Země Červených hor - Jižní Utah (Red Rock Country – Southern Utah)
4. Země Maorů - Nový Zéland (Land of The Maori – New Zealand)
5. Práce na filmu (Working the Wild)

Speciály
- Mise Everest Bear's Mission Everest Special (k 2. řadě, premiéra 9. listopadu 2007)[4]
- Bearovy základní principy Bear's Essentials (k 3. řadě, premiéra 17. září 2008)[7]
- Průvodce bojem o přežití, část 1 Bear's Ultimate Survival Guide Special Part 1 (k 3. řadě, premiéra 23. února 2009)[9]
- Sweden / Will Ferrell (k 3. řadě, premiéra 2. června 2009)[9]
- Průvodce bojem o přežití, část 2 Bear's Ultimate Survival Guide Special Part 2 (k 4. řadě, premiéra 16. září 2009)[9]
- Muž vs. Wild: Příběh ze zákulisí Man vs. Wild: The Inside Story (k 4. řadě, premiéra 23. září 2009)[9]
- Z natáčení Shooting Survival (k 4. řadě, premiéra 10. února 2010)[11]
- Bearových TOP 25 nejlepších momentů Bear's Top 25 Man Moments (k 5. řadě, premiéra 19. června 2010)[11]
- Ze zákulisí Behind The Wild (k 5. řadě, premiéra 22. září 2010)[11]
- Iceland – Jake Gyllenhaal (k 7. řadě, premiéra 11. července 2011)[15]

V Česku vydala společnost Intersonic první řady v edici levných DVD na podzim 2009 a na jaře 2010.

## Zajímavosti
Bear Grylls již snědl:
obří červy, pavouka tarantulu, brouky, střevlíka, solifugu, štíra, veverku, ještěrku, žábu, oční bulvu jaka, oční bulvu ovce, maso ze zdechliny zebry, tuk z velbloudí zdechliny, mravence, šneka, kobylku, želvu, piraňu, plno druhů hadů, kozlí varlata, škorpiona, netopýra, syrové ryby, nedožvýkaný trus od medvěda, syrové vejce se zárodkem, krokodýla, obří stonožku, skunka, různé stonky, bylinky, semínka z rostlin a mnoho dalších nechutných věcí nutných pro přežití.
Bear Grylls již vypil:
vlastní moč několikrát, krev, špinavou vodu z kaluží či nezdravých stojatých vod, vodu ze žaludku velblouda, vodu vymačkanou z trusu slona, tekutiny z želvy, různé mízy z rostlin a další ... každá kapička lepší než dehydratace.
Co vše se přihodilo Bearu Gryllsovi při natáčení epizod:
zlomené koleno, rozdrcená chrupavka v koleni, zlomený palec u nohy, infekce v palci u nohy, extrémní úžeh, omrzliny nohou a rukou, odštípnutá holenní kost, ušní infekce, zlomená žebra, vymknutý kotník, mrtvice, odštípnutý zub.
Beara mnoho lidí viní z podvodnictví a používání filmových triků při natáčení nebezpečných scén.